# Pelly Crossing
Pelly Crossing ist ein Ort im kanadischen Territorium Yukon mit 316 Einwohnern (2021). 
Er liegt 282 km nordwestlich von Whitehorse und 254 km südöstlich von Dawson. Der Klondike Highway überquert bei Pelly Crossing den Pelly River.
Der Ort begann sich Anfang des 20. Jahrhunderts als Fährstation über den Pelly River und als Versorgungslager für die Highwayarbeiter zu entwickeln. Heute leben hauptsächlich Indianer der Selkirk First Nation in Pelly Crossing, die nach dem Bau des Highways dorthin umgesiedelt wurden, um die Verwaltung zu vereinfachen.